# 옐리조보

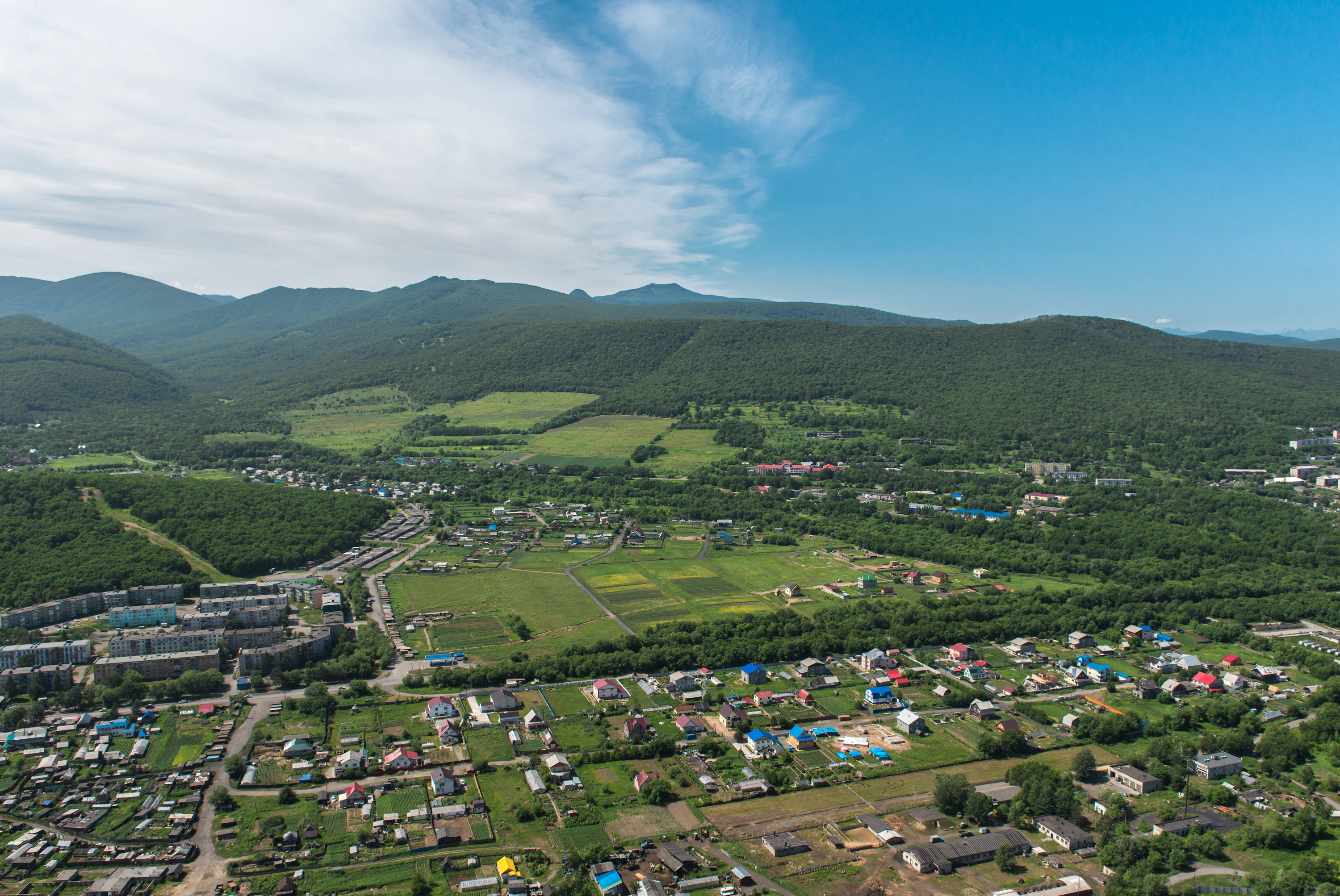

옐리조보(러시아어: Елизово)는 러시아 캄차카 지방 옐리좁스키군의 중심 도시이다. 인구는 4만 500명(2005년)이다.
아바차강이 흐르는 지점에 위치해 있고, 페트로파블롭스크캄차츠키에서 32 km지점 떨어져 있다.
페트로파블롭스크캄차즈키 공항이 위치해 있고 페트로파블롭스크캄차츠키 - 우스티캄차츠크의 연결 지점에 위치해 있다.
1946년부터 계약직 노동자로 이주해온 조선민주주의인민공화국 사람들 및 그 후손들이 거주하고 있다. 이들은 1980년대 후반까지 북한을 방문하는 등 교류가 계속되었으나 1990년대 이래로는 대한민국과 더 밀접한 연관을 맺고 있다.

## 같이 보기
- 캄차카 한인